# Marcos Pinto
Marcos Ariel Pinto (Formosa, 25 gennaio 1994) è un calciatore argentino, difensore dell'Almagro.

## Caratteristiche tecniche
È un terzino sinistro.

## Carriera

### Club
Cresciuto nelle giovanili del Lanús, ha esordito il 7 settembre 2014 in occasione del match vinto 3-1 contro il Racing Club.

### Nazionale
Ha giocato nella nazionale argentina Under-17.